# Canton de la Charente-Sud
Le canton de la Charente-Sud est une circonscription électorale française du département de la Charente créée par le décret du 20 février 2014 et entrée en vigueur lors des élections départementales de 2015.

## Histoire
Un nouveau découpage territorial de la Charente entre en vigueur en mars 2015, défini par le décret du 20 février 2014, en application des lois du 17 mai 2013 (loi organique 2013-402 et loi 2013-403). Les conseillers départementaux sont, à compter de ces élections, élus au scrutin majoritaire binominal mixte. Les électeurs de chaque canton élisent au Conseil départemental, nouvelle appellation du Conseil général, deux membres de sexe différent, qui se présentent en binôme de candidats. Les conseillers départementaux sont élus pour 6 ans au scrutin binominal majoritaire à deux tours, l'accès au second tour nécessitant 12,5 % des inscrits au 1er tour. En outre la totalité des conseillers départementaux est renouvelée. Ce nouveau mode de scrutin nécessite un redécoupage des cantons dont le nombre est divisé par deux avec arrondi à l'unité impaire supérieure si ce nombre n'est pas entier impair, assorti de conditions de seuils minimaux. Dans la Charente, le nombre de cantons passe ainsi de 35 à 19. Le nouveau canton de la Charente-Sud est formé de communes des anciens cantons de Barbezieux-Saint-Hilaire, de Blanzac-Porcheresse et de Brossac.

## Représentation
| Période élective | Période élective | Mandat | Mandat   | Identité         | Nuance | Nuance | Qualité |
| ---------------- | ---------------- | ------ | -------- | ---------------- | ------ | ------ | --- |
| 2015             | 2021             | 2015   | 2021     | Jacques Chabot   |        | UDI    | Cadre de la fonction publique Premier adjoint au maire, puis maire (2020) de Ladiville Président de la communauté de communes des 4B-Sud-Charente |
| 2015             | 2021             | 2015   | 2021     | Isabelle Lagarde |        | DVD    | Fonctionnaire, maire d'Oriolles depuis 2020 7ème Vice-présidente du conseil départemental                                                         |
| 2021             | 2028             | 2021   | en cours | Jacques Chabot   |        | UDI    | Conseiller sortant |
| 2021             | 2028             | 2021   | en cours | Isabelle Lagarde |        | DVD    | Conseillère sortante |

### Résultats détaillés

#### Élections de mars 2015
À l'issue du 1er tour des élections départementales de 2015, deux binômes sont en ballottage : Jacques Chabot et Isabelle Lagarde (Union de la droite, 41,68 %) et Marie Bauret et Jacques Mikulovic (Union de la gauche, 26,53 %). Le taux de participation est de 51,2 % (7 655 votants sur 14 952 inscrits) contre 50,21 % au niveau départementalet 50,17 % au niveau national.
Au second tour, Jacques Chabot et Isabelle Lagarde (Union de la droite) sont élus avec 59,25 % des suffrages exprimés et un taux de participation de 50,25 % (3 985 voix pour 7 511 votants et 14 947 inscrits).

#### Élections de juin 2021
Le premier tour des élections départementales de 2021 est marqué par un très faible taux de participation (33,26 % au niveau national). Dans le canton de la Charente-Sud, ce taux de participation est de 35,02 % (5 188 votants sur 14 815 inscrits) contre 33,39 % au niveau départemental. À l'issue de ce premier tour, deux binômes sont en ballottage : Jacques Chabot et Isabelle Lagarde (DVC, 54,7 %) et Didier Genthial et Catherine Vandestick (RN, 23,12 %).
Le second tour des élections est marqué une nouvelle fois par une abstention massive équivalente au premier tour. Les taux de participation sont de 34,3 % au niveau national, 33,99 % dans le département et 36,91 % dans le canton de la Charente-Sud. Jacques Chabot et Isabelle Lagarde (DVC) sont élus avec 72,68 % des suffrages exprimés (3 631 voix pour 5 464 votants et 14 803 inscrits),,.

## Composition
Le nouveau canton de la Charente-Sud comprenait quarante-six communes entières à sa création.
Par le jeu de la création de communes nouvelles, le nombre de communes se réduit à 41 en 2017.
Montmérac réunit les communes déléguées de Lamérac et de Montchaude le 1er janvier 2016.
Val des Vignes réunit les communes déléguées d'Aubeville, de Jurignac, de Mainfonds et de Péreuil le 1er janvier 2016.
Côteaux-du-Blanzacais réunit les communes déléguées de Blanzac-Porcheresse et de Cressac-Saint-Genis le 1er janvier 2017.
| Nom                                              | Code Insee | Intercommunalité       | Superficie (km2) | Population (dernière pop. légale) | Densité (hab./km2) | Modifier                                    |
| ------------------------------------------------ | ---------- | ---------------------- | ---------------- | --------------------------------- | ------------------ | ------------------------------------------- |
| Barbezieux-Saint-Hilaire (bureau centralisateur) | 16028      | CC des 4B Sud-Charente | 26,55            | 4 738 (2022)                      | 178                | modifier les données · modifier les données |
| Angeduc                                          | 16014      | CC des 4B Sud-Charente | 3,59             | 143 (2022)                        | 40                 | modifier les données · modifier les données |
| Baignes-Sainte-Radegonde                         | 16025      | CC des 4B Sud-Charente | 31,22            | 1 241 (2022)                      | 40                 | modifier les données · modifier les données |
| Barret                                           | 16030      | CC des 4B Sud-Charente | 22,37            | 1 092 (2022)                      | 49                 | modifier les données · modifier les données |
| Bécheresse                                       | 16036      | CC des 4B Sud-Charente | 8,38             | 292 (2022)                        | 35                 | modifier les données · modifier les données |
| Berneuil                                         | 16040      | CC des 4B Sud-Charente | 16,55            | 321 (2022)                        | 19                 | modifier les données · modifier les données |
| Boisbreteau                                      | 16048      | CC des 4B Sud-Charente | 15,16            | 128 (2022)                        | 8,4                | modifier les données · modifier les données |
| Bors                                             | 16053      | CC des 4B Sud-Charente | 12,28            | 118 (2022)                        | 9,6                | modifier les données · modifier les données |
| Brie-sous-Barbezieux                             | 16062      | CC des 4B Sud-Charente | 6,50             | 111 (2022)                        | 17                 | modifier les données · modifier les données |
| Brossac                                          | 16066      | CC des 4B Sud-Charente | 21,84            | 453 (2022)                        | 21                 | modifier les données · modifier les données |
| Challignac                                       | 16074      | CC des 4B Sud-Charente | 13,21            | 340 (2022)                        | 26                 | modifier les données · modifier les données |
| Champagne-Vigny                                  | 16075      | CC des 4B Sud-Charente | 8,31             | 235 (2022)                        | 28                 | modifier les données · modifier les données |
| Chantillac                                       | 16079      | CC des 4B Sud-Charente | 18,05            | 372 (2022)                        | 21                 | modifier les données · modifier les données |
| Chillac                                          | 16099      | CC des 4B Sud-Charente | 14,61            | 225 (2022)                        | 15                 | modifier les données · modifier les données |
| Condéon                                          | 16105      | CC des 4B Sud-Charente | 31,40            | 609 (2022)                        | 19                 | modifier les données · modifier les données |
| Coteaux-du-Blanzacais                            | 16046      | CC des 4B Sud-Charente | 23,83            | 1 000 (2022)                      | 42                 | modifier les données · modifier les données |
| Étriac                                           | 16133      | CC des 4B Sud-Charente | 9,47             | 200 (2022)                        | 21                 | modifier les données · modifier les données |
| Guimps                                           | 16160      | CC des 4B Sud-Charente | 12,60            | 495 (2022)                        | 39                 | modifier les données · modifier les données |
| Guizengeard                                      | 16161      | CC des 4B Sud-Charente | 14,76            | 165 (2022)                        | 11                 | modifier les données · modifier les données |
| Lachaise                                         | 16176      | CC des 4B Sud-Charente | 9,43             | 306 (2022)                        | 32                 | modifier les données · modifier les données |
| Ladiville                                        | 16177      | CC des 4B Sud-Charente | 7,19             | 129 (2022)                        | 18                 | modifier les données · modifier les données |
| Lagarde-sur-le-Né                                | 16178      | CC des 4B Sud-Charente | 4,12             | 187 (2022)                        | 45                 | modifier les données · modifier les données |
| Montmérac                                        | 16224      | CC des 4B Sud-Charente | 23,39            | 725 (2022)                        | 31                 | modifier les données · modifier les données |
| Oriolles                                         | 16251      | CC des 4B Sud-Charente | 18,30            | 245 (2022)                        | 13                 | modifier les données · modifier les données |
| Passirac                                         | 16256      | CC des 4B Sud-Charente | 14,67            | 251 (2022)                        | 17                 | modifier les données · modifier les données |
| Pérignac                                         | 16258      | CC des 4B Sud-Charente | 25,52            | 496 (2022)                        | 19                 | modifier les données · modifier les données |
| Reignac                                          | 16276      | CC des 4B Sud-Charente | 22,14            | 715 (2022)                        | 32                 | modifier les données · modifier les données |
| Saint-Aulais-la-Chapelle                         | 16301      | CC des 4B Sud-Charente | 14,84            | 218 (2022)                        | 15                 | modifier les données · modifier les données |
| Saint-Bonnet                                     | 16303      | CC des 4B Sud-Charente | 17,77            | 407 (2022)                        | 23                 | modifier les données · modifier les données |
| Saint-Félix                                      | 16315      | CC des 4B Sud-Charente | 8,08             | 102 (2022)                        | 13                 | modifier les données · modifier les données |
| Saint-Médard                                     | 16338      | CC des 4B Sud-Charente | 8,24             | 306 (2022)                        | 37                 | modifier les données · modifier les données |
| Saint-Palais-du-Né                               | 16342      | CC des 4B Sud-Charente | 13,60            | 305 (2022)                        | 22                 | modifier les données · modifier les données |
| Saint-Vallier                                    | 16357      | CC des 4B Sud-Charente | 18,21            | 138 (2022)                        | 7,6                | modifier les données · modifier les données |
| Sainte-Souline                                   | 16354      | CC des 4B Sud-Charente | 7,32             | 116 (2022)                        | 16                 | modifier les données · modifier les données |
| Salles-de-Barbezieux                             | 16360      | CC des 4B Sud-Charente | 9,85             | 400 (2022)                        | 41                 | modifier les données · modifier les données |
| Sauvignac                                        | 16365      | CC des 4B Sud-Charente | 11,62            | 98 (2022)                         | 8,4                | modifier les données · modifier les données |
| Le Tâtre                                         | 16380      | CC des 4B Sud-Charente | 6,13             | 427 (2022)                        | 70                 | modifier les données · modifier les données |
| Touvérac                                         | 16384      | CC des 4B Sud-Charente | 18,19            | 572 (2022)                        | 31                 | modifier les données · modifier les données |
| Val des Vignes                                   | 16175      | CC des 4B Sud-Charente | 50,66            | 1 358 (2022)                      | 27                 | modifier les données · modifier les données |
| Vignolles                                        | 16405      | CC des 4B Sud-Charente | 8,80             | 161 (2022)                        | 18                 | modifier les données · modifier les données |
| Canton de la Charente-Sud                        | 1609       |                        | 628,75           | 19 940 (2022)                     | 32                 | modifier les données                        |

## Démographie
En 2022, le canton comptait 19 940 habitants, en évolution de −0,65 % par rapport à 2016 (Charente : −0,48 %, France hors Mayotte : +2,11 %).
| 2013   | 2018   | 2022   |
| ------ | ------ | ------ |
| 20 075 | 19 917 | 19 940 |